# Eriococcus gouxi
Eriococcus gouxi är en insektsart som först beskrevs av Alfred Serge Balachowsky 1954.  Eriococcus gouxi ingår i släktet Eriococcus och familjen filtsköldlöss. Inga underarter finns listade i Catalogue of Life.